# Wangdu Nyingpo
Wangdu Nyingpo (1763-ca.1806/1809) was een patriarch van de Khon familie, van 1783 tot 1806 de tweeëndertigste Sakya trizin, de hoogste geestelijk leider van de sakyatraditie in het Tibetaans boeddhisme. Tevens was hij de tweede Padmasambhava.
Hij was een erkend tertön (ontdekker van verborgen schatten), en was omgeven door beschermende geesten en gedaanten van vorige levens. Zijn zonen Padma Dudul Wangchug en Kunga Rinchen stichtten de tegenwoordige paleizen, respectievelijk het Drolma- en het Puntsogpaleis. Ze zijn bovenaan de hiernaast afgebeelde illustratie te zien.
Bovenaan in het midden is de Boeddha Vajradhara in blauwe kleur te zien, met de Indiase Mahasiddha Virupa links en Sachen Kunga Nyingpo, de eerste van de vijf Sakya-patriarchen, rechts.
Linksonder is een onbekende lama van Sakya afgebeeld. Deze draagt een traditioneel kledingstuk zoals gebruikelijk was in de Khon-familie, onder andere bestaande uit een pandita hoed met slippen en een sjerp weggestopt in de band om de middel. Rechtsonder is een monnik - naar verondersteld Nyingpo's belangrijkste monnik - in kloostergewaad.
Na de dood van Wangdu Nyingpo omstreeks 1806 werden zijn kleine paleizen onder zijn zoons verdeeld.